# Liste der Nummer-eins-Hits in Schweden (2011)
Dies ist eine Liste der Nummer-eins-Hits in Schweden im Jahr 2011. Sie basiert auf den offiziellen Single und Album Top 60, die im Auftrag der Grammofon Leverantörernas Förening (GLF), dem schwedischen Vertreter der International Federation of the Phonographic Industry, erstellt werden. Es gab in diesem Jahr 14 Nummer-eins-Singles und 32 Nummer-eins-Alben.

## Singles
| ← 2010 ← | Liste der Nummer-eins-Hits in Schweden | Liste der Nummer-eins-Hits in Schweden | Liste der Nummer-eins-Hits in Schweden | 2012 →                    |
| \| Zeitraum \| Wo. ges. \| Interpret \| Titel Autor(en) \| Zusätzliche Informationen \| \| (Zeitraum, Wochen auf Platz eins, Interpret, Titel, Autor[en], zusätzliche Informationen) \| \| \| \| \| \| ----------------------------------------------------------------------------------------- \| -------- \| --------------------------------- \| ------------------------------------------------------------------------------------------------------------------------------------------------------------------------------------------------------------- \| ------------------------- \| \| 26. November 2010 – 10. Februar 2011 11 Wochen \| 11 \| September \| Mikrofonkåt Musik: Petter Alexis Askergren; Text: Thomas Erik Sihlberg \| – \| \| 11. Februar 2011 – 24. Februar 2011 2 Wochen (insgesamt 3) \| 3 \| Bruno Mars \| Grenade Claude Kelly, Peter Gene Hernandez, Christopher Steven Brown, Philip Martin Lawrence II, Ari Levine, Andrew Wyatt \| – \| \| 25. Februar 2011 – 3. März 2011 1 Woche \| 1 \| Lady Gaga \| Born This Way Fernando Garibay, Paul Blair, Stefani Germanotta, Jeppe Breum Laursen \| – \| \| 4. März 2011 – 10. März 2011 1 Woche (insgesamt 3) \| 3 \| Bruno Mars \| Grenade Claude Kelly, Peter Gene Hernandez, Christopher Steven Brown, Philip Martin Lawrence II, Ari Levine, Andrew Wyatt \| – \| \| 11. März 2011 – 7. April 2011 4 Wochen (insgesamt 5) \| 5 \| Eric Saade \| Popular Fredrik Lars Kempe \| – \| \| 8. April 2011 – 14. April 2011 1 Woche (insgesamt 3) \| 3 \| Jennifer Lopez feat. Pitbull \| On the Floor Armando Christian Perez, Nadir Khayat, Gonzalo Hermosa Gonzáles, Ulises Hermosa Gonzáles, Kinda Vivianne Hamid, Bilal Hajji, Achraf Jannusi, Geraldo Jacop Sandell \| – \| \| 15. April 2011 – 21. April 2011 1 Woche (insgesamt 5) \| 5 \| Eric Saade \| Popular Fredrik Lars Kempe \| – \| \| 22. April 2011 – 5. Mai 2011 2 Wochen (insgesamt 3) \| 3 \| Jennifer Lopez feat. Pitbull \| On the Floor Armando Christian Perez, Nadir Khayat, Gonzalo Hermosa Gonzáles, Ulises Hermosa Gonzáles, Kinda Vivianne Hamid, Bilal Hajji, Achraf Jannusi, Geraldo Jacop Sandell \| – \| \| 6. Mai 2011 – 19. Mai 2011 2 Wochen \| 2 \| Veronica Maggio \| Jag kommer Stefan Per Olsson, Veronica Sandra Karin Maggio, Christian Walz \| – \| \| 20. Mai 2011 – 30. Juni 2011 6 Wochen \| 6 \| Eric Amarillo \| Om sanningen ska fram Eric Amarillo \| – \| \| 1. Juli 2011 – 25. August 2011 8 Wochen \| 8 \| Chris Medina \| What Are Words Lauren Christy, Rodney Jerkins, Andre Lindal \| – \| \| 26. August 2011 – 1. September 2011 1 Woche \| 1 \| Lucenzo feat. Big Ali \| Vem dançar kuduro Fabrice Cyril Toigo, Philippe Louis de Oliveira, Faouzi Barkati, Ali Fitzgerald Moore \| – \| \| 2. September 2011 – 22. September 2011 3 Wochen (insgesamt 6) \| 6 \| Den Svenska Björnstammen \| Vart jag mig i världen vänder Dan Ingemar Brännvall, Kim Karl Fredrik Grahn Dahlberg, Petter Frisendahl, Ambjörn Haakan Göransson, Mattias Olov Göransson, Klas Arne Mikael Isaksson, Àke Kristoffer Olofsson \| – \| \| 23. September 2011 – 29. September 2011 1 Woche \| 1 \| Maroon 5 feat. Christina Aguilera \| Moves like Jagger Benjamin Levi, Ammar Malik, Karl Johan Schuster, Adam Noah Levine \| – \| \| 30. September 2011 – 20. Oktober 2011 3 Wochen (insgesamt 6) \| 6 \| Den Svenska Björnstammen \| Vart jag mig i världen vänder Dan Ingemar Brännvall, Kim Karl Fredrik Grahn Dahlberg, Petter Frisendahl, Ambjörn Haakan Göransson, Mattias Olov Göransson, Klas Arne Mikael Isaksson, Àke Kristoffer Olofsson \| – \| \| 21. Oktober 2011 – 24. November 2011 5 Wochen \| 5 \| Rihanna feat. Calvin Harris \| We Found Love Calvin Harris \| – \| \| 25. November 2011 – 22. Dezember 2011 4 Wochen (insgesamt 9) \| 9 \| Avicii \| Levels Tim Bergling, Leroy Kirkland, Etta James, Pearl Woods, Arash Andreas Pournouri \| – \| \| 23. Dezember 2011 – 29. Dezember 2011 1 Woche \| 1 \| Amanda Fondell \| All This Way Darin Zanyar, Arnthor Birgisson \| – \| \| 30. Dezember 2011 – 2. Februar 2012 5 Wochen (insgesamt 9) \| 9 \| Avicii \| Levels Tim Bergling, Leroy Kirkland, Etta James, Pearl Woods, Arash Andreas Pournouri \| – \| |                                        |                                        | |                           |
| ← 2010 |                                        |                                        | | → 2012 →                  |
| Zeitraum | Wo. ges.                               | Interpret                              | Titel Autor(en) | Zusätzliche Informationen |
| (Zeitraum, Wochen auf Platz eins, Interpret, Titel, Autor[en], zusätzliche Informationen) |                                        |                                        | |                           |
| 26. November 2010 – 10. Februar 2011 11 Wochen | 11                                     | September                              | Mikrofonkåt Musik: Petter Alexis Askergren; Text: Thomas Erik Sihlberg | –                         |
| 11. Februar 2011 – 24. Februar 2011 2 Wochen (insgesamt 3) | 3                                      | Bruno Mars                             | Grenade Claude Kelly, Peter Gene Hernandez, Christopher Steven Brown, Philip Martin Lawrence II, Ari Levine, Andrew Wyatt                                                                                     | –                         |
| 25. Februar 2011 – 3. März 2011 1 Woche | 1                                      | Lady Gaga                              | Born This Way Fernando Garibay, Paul Blair, Stefani Germanotta, Jeppe Breum Laursen | –                         |
| 4. März 2011 – 10. März 2011 1 Woche (insgesamt 3) | 3                                      | Bruno Mars                             | Grenade Claude Kelly, Peter Gene Hernandez, Christopher Steven Brown, Philip Martin Lawrence II, Ari Levine, Andrew Wyatt                                                                                     | –                         |
| 11. März 2011 – 7. April 2011 4 Wochen (insgesamt 5) | 5                                      | Eric Saade                             | Popular Fredrik Lars Kempe | –                         |
| 8. April 2011 – 14. April 2011 1 Woche (insgesamt 3) | 3                                      | Jennifer Lopez feat. Pitbull           | On the Floor Armando Christian Perez, Nadir Khayat, Gonzalo Hermosa Gonzáles, Ulises Hermosa Gonzáles, Kinda Vivianne Hamid, Bilal Hajji, Achraf Jannusi, Geraldo Jacop Sandell                               | –                         |
| 15. April 2011 – 21. April 2011 1 Woche (insgesamt 5) | 5                                      | Eric Saade                             | Popular Fredrik Lars Kempe | –                         |
| 22. April 2011 – 5. Mai 2011 2 Wochen (insgesamt 3) | 3                                      | Jennifer Lopez feat. Pitbull           | On the Floor Armando Christian Perez, Nadir Khayat, Gonzalo Hermosa Gonzáles, Ulises Hermosa Gonzáles, Kinda Vivianne Hamid, Bilal Hajji, Achraf Jannusi, Geraldo Jacop Sandell                               | –                         |
| 6. Mai 2011 – 19. Mai 2011 2 Wochen | 2                                      | Veronica Maggio                        | Jag kommer Stefan Per Olsson, Veronica Sandra Karin Maggio, Christian Walz | –                         |
| 20. Mai 2011 – 30. Juni 2011 6 Wochen | 6                                      | Eric Amarillo                          | Om sanningen ska fram Eric Amarillo | –                         |
| 1. Juli 2011 – 25. August 2011 8 Wochen | 8                                      | Chris Medina                           | What Are Words Lauren Christy, Rodney Jerkins, Andre Lindal | –                         |
| 26. August 2011 – 1. September 2011 1 Woche | 1                                      | Lucenzo feat. Big Ali                  | Vem dançar kuduro Fabrice Cyril Toigo, Philippe Louis de Oliveira, Faouzi Barkati, Ali Fitzgerald Moore | –                         |
| 2. September 2011 – 22. September 2011 3 Wochen (insgesamt 6) | 6                                      | Den Svenska Björnstammen               | Vart jag mig i världen vänder Dan Ingemar Brännvall, Kim Karl Fredrik Grahn Dahlberg, Petter Frisendahl, Ambjörn Haakan Göransson, Mattias Olov Göransson, Klas Arne Mikael Isaksson, Àke Kristoffer Olofsson | –                         |
| 23. September 2011 – 29. September 2011 1 Woche | 1                                      | Maroon 5 feat. Christina Aguilera      | Moves like Jagger Benjamin Levi, Ammar Malik, Karl Johan Schuster, Adam Noah Levine | –                         |
| 30. September 2011 – 20. Oktober 2011 3 Wochen (insgesamt 6) | 6                                      | Den Svenska Björnstammen               | Vart jag mig i världen vänder Dan Ingemar Brännvall, Kim Karl Fredrik Grahn Dahlberg, Petter Frisendahl, Ambjörn Haakan Göransson, Mattias Olov Göransson, Klas Arne Mikael Isaksson, Àke Kristoffer Olofsson | –                         |
| 21. Oktober 2011 – 24. November 2011 5 Wochen | 5                                      | Rihanna feat. Calvin Harris            | We Found Love Calvin Harris | –                         |
| 25. November 2011 – 22. Dezember 2011 4 Wochen (insgesamt 9) | 9                                      | Avicii                                 | Levels Tim Bergling, Leroy Kirkland, Etta James, Pearl Woods, Arash Andreas Pournouri | –                         |
| 23. Dezember 2011 – 29. Dezember 2011 1 Woche | 1                                      | Amanda Fondell                         | All This Way Darin Zanyar, Arnthor Birgisson | –                         |
| 30. Dezember 2011 – 2. Februar 2012 5 Wochen (insgesamt 9) | 9                                      | Avicii                                 | Levels Tim Bergling, Leroy Kirkland, Etta James, Pearl Woods, Arash Andreas Pournouri | –                         |

## Alben
| ← 2010 ← | Liste der Nummer-eins-Hits in Schweden | Liste der Nummer-eins-Hits in Schweden | Liste der Nummer-eins-Hits in Schweden          | 2012 →                    |
| \| Zeitraum \| Wo. ges. \| Interpret \| Titel \| Zusätzliche Informationen \| \| (Zeitraum, Wochen auf Platz eins, Interpret, Titel, zusätzliche Informationen) \| \| \| \| \| \| ------------------------------------------------------------------------------ \| -------- \| ------------------------- \| ----------------------------------------------- \| ------------------------- \| \| 24. Dezember 2010 – 3. Februar 2011 6 Wochen \| 6 \| Jay Smith \| Jay Smith \| – \| \| 4. Februar 2011 – 17. Februar 2011 2 Wochen \| 2 \| Eldkvarn \| Stans bästa band: 1971–2011 – de första 40 åren \| – \| \| 18. Februar 2011 – 24. Februar 2011 1 Woche \| 1 \| Elisa’s \| Det här är bara början \| – \| \| 25. Februar 2011 – 17. März 2011 3 Wochen \| 3 \| September \| Love CPR \| – \| \| 18. März 2011 – 31. März 2011 2 Wochen \| 2 \| The Playtones \| Rock ’n Roll Is King \| – \| \| 1. April 2011 – 7. April 2011 1 Woche \| 1 \| Graveyard \| Hisingen Blues \| – \| \| 8. April 2011 – 14. April 2011 1 Woche \| 1 \| Glasvegas \| Euphoric/// Heartbreak \\\ \| – \| \| 15. April 2011 – 21. April 2011 1 Woche \| 1 \| Foo Fighters \| Wasting Light \| – \| \| 22. April 2011 – 28. April 2011 1 Woche \| 1 \| Carola \| Elvis, Barbra & Jag \| – \| \| 29. April 2011 – 5. Mai 2011 1 Woche \| 1 \| The Poodles \| Performocracy \| – \| \| 6. Mai 2011 – 26. Mai 2011 3 Wochen (insgesamt 9) \| 9 \| Veronica Maggio \| Satan i gatan \| – \| \| 27. Mai 2011 – 2. Juni 2011 1 Woche \| 1 \| Lady Gaga \| Born This Way \| – \| \| 3. Juni 2011 – 9. Juni 2011 1 Woche \| 1 \| Mauro Scocco \| Musik för nyskilda \| – \| \| 10. Juni 2011 – 16. Juni 2011 1 Woche \| 1 \| The Refreshments \| Ridin’ Along with the Refreshments \| – \| \| 17. Juni 2011 – 7. Juli 2011 3 Wochen \| 3 \| Lasse Stefanz \| Cuba libre \| – \| \| 8. Juli 2011 – 28. Juli 2011 3 Wochen (insgesamt 5) \| 5 \| Eric Saade \| Saade Vol. 1 \| – \| \| 29. Juli 2011 – 11. August 2011 2 Wochen \| 2 \| Benny Anderssons Orkester \| O klang och jubeltid \| – \| \| 12. August 2011 – 18. August 2011 1 Woche \| 1 \| Takida \| The Burning Heart \| – \| \| 19. August 2011 – 1. September 2011 2 Wochen (insgesamt 5) \| 5 \| Eric Saade \| Saade Vol. 1 \| – \| \| 2. September 2011 – 8. September 2011 1 Woche \| 1 \| Ulrik Munther \| Ulrik Munther \| – \| \| 9. September 2011 – 15. September 2011 1 Woche \| 1 \| Red Hot Chili Peppers \| I’m with You \| – \| \| 16. September 2011 – 22. September 2011 1 Woche \| 1 \| Ane Brun \| It All Starts with One \| – \| \| 23. September 2011 – 6. Oktober 2011 2 Wochen \| 2 \| Melissa Horn \| Innan jag kände dig \| – \| \| 7. Oktober 2011 – 13. Oktober 2011 1 Woche \| 1 \| Jill Johnson \| Flirting with Disaster \| – \| \| 14. Oktober 2011 – 27. Oktober 2011 2 Wochen \| 2 \| Adele \| 21 \| – \| \| 28. Oktober 2011 – 10. November 2011 2 Wochen \| 2 \| Coldplay \| Mylo Xyloto \| – \| \| 11. November 2011 – 17. November 2011 1 Woche \| 1 \| Magnus Uggla \| Innan filmen tagit slut \| – \| \| 18. November 2011 – 24. November 2011 1 Woche \| 1 \| Larz-Kristerz \| Från Älvdalen till Nashville \| – \| \| 25. November 2011 – 1. Dezember 2011 1 Woche \| 1 \| Björn Skifs \| Break the Spell \| – \| \| 2. Dezember 2011 – 8. Dezember 2011 1 Woche \| 1 \| One Direction \| Up All Night \| – \| \| 9. Dezember 2011 – 15. Dezember 2011 1 Woche \| 1 \| Eric Saade \| Saade Vol. 2 \| – \| \| 16. Dezember 2011 – 29. Dezember 2011 2 Wochen (insgesamt 6) \| 6 \| Michael Bublé \| Christmas \| – \| \| 30. Dezember 2011 – 12. Januar 2012 2 Wochen \| 2 \| Amanda Fondell \| All This Way \| – \| |                                        |                                        |                                                 |                           |
| ← 2010 |                                        |                                        |                                                 | → 2012 →                  |
| Zeitraum | Wo. ges.                               | Interpret                              | Titel                                           | Zusätzliche Informationen |
| (Zeitraum, Wochen auf Platz eins, Interpret, Titel, zusätzliche Informationen) |                                        |                                        |                                                 |                           |
| 24. Dezember 2010 – 3. Februar 2011 6 Wochen | 6                                      | Jay Smith                              | Jay Smith                                       | –                         |
| 4. Februar 2011 – 17. Februar 2011 2 Wochen | 2                                      | Eldkvarn                               | Stans bästa band: 1971–2011 – de första 40 åren | –                         |
| 18. Februar 2011 – 24. Februar 2011 1 Woche | 1                                      | Elisa’s                                | Det här är bara början                          | –                         |
| 25. Februar 2011 – 17. März 2011 3 Wochen | 3                                      | September                              | Love CPR                                        | –                         |
| 18. März 2011 – 31. März 2011 2 Wochen | 2                                      | The Playtones                          | Rock ’n Roll Is King                            | –                         |
| 1. April 2011 – 7. April 2011 1 Woche | 1                                      | Graveyard                              | Hisingen Blues                                  | –                         |
| 8. April 2011 – 14. April 2011 1 Woche | 1                                      | Glasvegas                              | Euphoric/// Heartbreak \\\                      | –                         |
| 15. April 2011 – 21. April 2011 1 Woche | 1                                      | Foo Fighters                           | Wasting Light                                   | –                         |
| 22. April 2011 – 28. April 2011 1 Woche | 1                                      | Carola                                 | Elvis, Barbra & Jag                             | –                         |
| 29. April 2011 – 5. Mai 2011 1 Woche | 1                                      | The Poodles                            | Performocracy                                   | –                         |
| 6. Mai 2011 – 26. Mai 2011 3 Wochen (insgesamt 9) | 9                                      | Veronica Maggio                        | Satan i gatan                                   | –                         |
| 27. Mai 2011 – 2. Juni 2011 1 Woche | 1                                      | Lady Gaga                              | Born This Way                                   | –                         |
| 3. Juni 2011 – 9. Juni 2011 1 Woche | 1                                      | Mauro Scocco                           | Musik för nyskilda                              | –                         |
| 10. Juni 2011 – 16. Juni 2011 1 Woche | 1                                      | The Refreshments                       | Ridin’ Along with the Refreshments              | –                         |
| 17. Juni 2011 – 7. Juli 2011 3 Wochen | 3                                      | Lasse Stefanz                          | Cuba libre                                      | –                         |
| 8. Juli 2011 – 28. Juli 2011 3 Wochen (insgesamt 5) | 5                                      | Eric Saade                             | Saade Vol. 1                                    | –                         |
| 29. Juli 2011 – 11. August 2011 2 Wochen | 2                                      | Benny Anderssons Orkester              | O klang och jubeltid                            | –                         |
| 12. August 2011 – 18. August 2011 1 Woche | 1                                      | Takida                                 | The Burning Heart                               | –                         |
| 19. August 2011 – 1. September 2011 2 Wochen (insgesamt 5) | 5                                      | Eric Saade                             | Saade Vol. 1                                    | –                         |
| 2. September 2011 – 8. September 2011 1 Woche | 1                                      | Ulrik Munther                          | Ulrik Munther                                   | –                         |
| 9. September 2011 – 15. September 2011 1 Woche | 1                                      | Red Hot Chili Peppers                  | I’m with You                                    | –                         |
| 16. September 2011 – 22. September 2011 1 Woche | 1                                      | Ane Brun                               | It All Starts with One                          | –                         |
| 23. September 2011 – 6. Oktober 2011 2 Wochen | 2                                      | Melissa Horn                           | Innan jag kände dig                             | –                         |
| 7. Oktober 2011 – 13. Oktober 2011 1 Woche | 1                                      | Jill Johnson                           | Flirting with Disaster                          | –                         |
| 14. Oktober 2011 – 27. Oktober 2011 2 Wochen | 2                                      | Adele                                  | 21                                              | –                         |
| 28. Oktober 2011 – 10. November 2011 2 Wochen | 2                                      | Coldplay                               | Mylo Xyloto                                     | –                         |
| 11. November 2011 – 17. November 2011 1 Woche | 1                                      | Magnus Uggla                           | Innan filmen tagit slut                         | –                         |
| 18. November 2011 – 24. November 2011 1 Woche | 1                                      | Larz-Kristerz                          | Från Älvdalen till Nashville                    | –                         |
| 25. November 2011 – 1. Dezember 2011 1 Woche | 1                                      | Björn Skifs                            | Break the Spell                                 | –                         |
| 2. Dezember 2011 – 8. Dezember 2011 1 Woche | 1                                      | One Direction                          | Up All Night                                    | –                         |
| 9. Dezember 2011 – 15. Dezember 2011 1 Woche | 1                                      | Eric Saade                             | Saade Vol. 2                                    | –                         |
| 16. Dezember 2011 – 29. Dezember 2011 2 Wochen (insgesamt 6) | 6                                      | Michael Bublé                          | Christmas                                       | –                         |
| 30. Dezember 2011 – 12. Januar 2012 2 Wochen | 2                                      | Amanda Fondell                         | All This Way                                    | –                         |